# Horrible Geography
Horrible Geography (Strrraszna geografia) – brytyjska seria książek popularnonaukowych wydawana w Polsce w ramach serii Monstrrrualna erudycja. Tematyką serii jest ogólnie pojęta geografia. Autorką jest Anita Ganeri, a ilustratorem Mike Philips.

## Tomy

### Wydane w Polsce
1. Burzliwe oceany
2. Nieustraszeni odkrywcy
3. Pogodowa ruletka
4. Potworne jeziora
5. Przerażające pustynie
6. Wściekłe wulkany
7. Wyspy ludne i bezludne

### Niewydane w Polsce
1. Bloomin' Rainforests (Wilgotny las równikowy)
2. Cracking Coasts (Plaże, wybrzeża)
3. Freaky Peaks (Góry)
4. Intrepid Explorers
5. Perishing Poles (Bieguny)
6. Raging Rivers (Rzeki)
7. The Horrible Geography of the World (Świat)

#### Pozycje specjalne
1. Wicked Weather (Pogoda, meteorologia - uzupełnienie "Pogodowej ruletki")
2. Wild Animals (Zwierzęta)
3. Planet in Peril (Globalne ocieplenie)

### W planach
1. Dinosaur Magnet Activity Book
2. Creepy Caves
3. Horrible Geography Handbook: Farming
4. Special: Mad Maps
5. Scary Cities and Terrible Towns (Miasta)